# Вельштадт
Вельштадт (нім. Wöllstadt) — сільська громада в Німеччині, розташована на території землі Гессен. Підпорядковується адміністративному округу Дармштадт. Входить до складу району Веттерау.
Площа — 15,38 км2. Загальна чисельність населення становить 6529 ос. (станом на 31 грудня 2020).